# Кріс Блаттман
Крістофер Блаттман (також Кріс Блетман, англ. Christopher 'Chris' Blattman) — канадсько-американський економіст і політолог, який працює над питаннями конфліктів, злочинності та міжнародного розвитку. Він є професором Чиказького університету (Школа Гарріса з досліджень державної політики) та Інституту Пірсона з вивчення та розв'язання глобальних конфліктів. Він активний у Twitter як ранній блогер з міжнародної економіки та політики. Він є автором книги «Чому ми воюємо: коріння війни та шляхи до миру», опублікованої Viking Press у 2022 році.
Блаттман також є науковим співробітником Національного бюро економічних досліджень, нерезидентом у Центрі глобального розвитку, а також членом правління та науковим керівником відділу злочинності та насильства Лабораторії боротьби з бідністю імені Абдула Латіфа Джаміля.

## Освіта
Блаттман здобув ступінь бакалавра економіки в Університеті Ватерлоо. Він здобув ступінь магістра державного управління та міжнародного розвитку у Школі державного управління Гарвардського університету та ступінь доктора філософії з економіки в Каліфорнійському університеті (Берклі).

## Кар'єра
Блаттман був постійним співробітником Центру глобального розвитку з 2007 по 2008 рік і викладачем Єльського університету з 2008 по 2012 рік, перш ніж перейти до Колумбійського університету у 2012 році, де він став доцентом міжнародних відносин і політології в липні 2014 року. Він переїхав до Чиказького університету у 2016 році. Він веде блог на своєму особистому вебсайті та для Monkey Cage Washington Post.

## Дослідження та дописи
Блаттман використовував польові експерименти для підтвердження, що бідні та безробітні молоді люди в країнах з низьким рівнем доходу, як правило, інвестують готівку в малі підприємства і таким чином підвищують свої доходи. Він виступав за грошові перекази бідним у 2014 році в статті «Дайте їм з'їсти гроші» для The New York Times, а також у статті «Покажіть їм гроші» для журналу Foreign Affairs 2014 року. Цю роботу також висвітлювали National Public Radio, The New York Times, Slate і Financial Times.
Разом з економістом Стефаном Дерконом (англ. Stefan Dercon) Блаттман провів рандомізоване контрольоване дослідження в Ефіопії, яке вивчало вплив низькокваліфікованих робочих місць у промисловості. Дослідження висвітлювали Our World in Data та Financial Times.

## Особисте життя
Блаттман народився 24 серпня 1974 року та виріс у провінції Онтаріо на центральному сході Канади, в родині банківських менеджерів. Він одружений із Джінні Аннан, з якою має двох дітей.

## Обрані наукові публікації
- Blattman, Christopher, and Edward Miguel. «Civil war.» Journal of Economic literature 48, no. 1 (2010): 3-57.
- Blattman, Christopher. «From violence to voting: War and political participation in Uganda.» American political Science review 103, no. 2 (2009): 231—247.
- Blattman, Christopher, and Jeannie Annan. «The consequences of child soldiering.» The review of economics and statistics 92, no. 4 (2010): 882—898.
- Blattman, Christopher, Nathan Fiala, and Sebastian Martinez. «Generating skilled self-employment in developing countries: Experimental evidence from Uganda.» The Quarterly Journal of Economics 129, no. 2 (2014): 697—752.
- Bazzi, Samuel, and Christopher Blattman. «Economic shocks and conflict: Evidence from commodity prices.» American Economic Journal: Macroeconomics 6, no. 4 (2014): 1-38.
- Bauer, Michal, Christopher Blattman, Julie Chytilová, Joseph Henrich, Edward Miguel, and Tamar Mitts. «Can war foster cooperation?.» Journal of Economic Perspectives 30, no. 3 (2016): 249-74.
- Blattman, Christopher (2022). Why We Fight: The Roots of War and the Paths to Peace. New York. ISBN 978-1984881571.